# Coesite
La coesite (simbolo IMA: Coe) è un minerale raro della classe dei minerali degli ossidi con il rapporto tra metallo e ossigeno = 1:2 e cationi di piccole dimensioni. Come modifica ad alta pressione del quarzo, la coesite ha la sua stessa composizione chimica, SiO2 (biossido di silicio) ed è quindi assegnata alla famiglia della silice, che comprende opale, mogánite e melanoflogite nonché il β-quarzo, oltre alle altre modifiche del quarzo: seifertite, tridimite, cristobalite, stishovite e lechatelierite.

## Etimologia e storia
La coesite prende il nome da Loring Coes Junior (1915-1978), un chimico americano che riuscì a produrre il minerale sinteticamente per la prima volta nel 1953.

## Classificazione
Nell'ormai obsoleta, ma ancora in uso 8ª edizione della sistematica minerale secondo Strunz, la coesite apparteneva alla classe minerale di "ossidi e idrossidi" e lì alla sottoclasse degli "ossidi con metallo:ossigeno = 1:2", dove insieme a cristobalite, melanoflogite, mogánite, opale, quarzo, stishovite e tridimite forma il "gruppo del quarzo" con il sistema nº IV/D.01.
La 9ª edizione della sistematica minerale di Strunz, valida dal 2001 e utilizzata dall'Associazione Mineralogica Internazionale (IMA), classifica la coesite nella classe degli "ossidi e idrossidi" e lì nella sottoclasse "4.D Metallo:Ossigeno = 1:2 e simili". Tuttavia, questa sottoclasse è ulteriormente suddivisa in base alla dimensione dei cationi coinvolti e alla struttura cristallina o appartenenza a una famiglia di minerali correlati, in modo che il minerale possa essere trovato nella suddivisione "4.DA Con cationi di piccola dimensione: famiglia della silice" in base alla sua composizione, dove è l'unico membro del gruppo senza nome 4.DA.35.
In contrasto con la sistematica dei minerali di Strunz, la sistematica dei minerali secondo Dana, che è utilizzata principalmente nel mondo anglosassone, classifica la coesite nella classe dei "silicati e germanati" e lì nella sottoclasse dei "Tectosilicati". Qui può essere trovata nel gruppo senza nome 75.01.04 all'interno della suddivisione "Tectosilicati: reticolo di Si tetraedrico, SiO2 con Si in coordinazione [4]", dove si trova insieme a mogánite.

## Abito cristallino
La coesite cristallizza nel sistema monoclino nel gruppo spaziale C2/c (gruppo nº 15) con i parametri del reticolo a = 7,14 Å, b = 12,37 Å, c = 7,17 Å e β = 120,34° così come 16 unità di formula per cella unitaria.
La struttura molecolare della coesite consiste di quattro biossidi di silicio tetragonali disposti ad anello, gli anelli sono disposti in una catena. 
Questa struttura è metastabile all'interno del campo di stabilità del quarzo: la coesite decade nuovamente in quarzo con un conseguente aumento di volume, questa reazione metamorfica è molto lenta alla temperatura ambiente della superficie della Terra.

## Origine e giacitura
L'equilibrio quarzo-coesite (cioè quelle condizioni di pressione e temperatura in cui quarzo e coesite possono coesistere) è stato determinato sperimentalmente in modo molto preciso. I risultati sperimentali indicano pressioni nell'intervallo di circa 2,5-3,8 GPa e temperature da 450 a 800 °C, che corrispondono a una profondità di formazione di almeno 75 km sotto la superficie terrestre. A pressione normale, la coesite è quindi metastabile.
La presenza di coesite spesso può essere rilevata solo indirettamente nei campioni di roccia: il volume del minerale aumenta a causa del passaggio dalla modificazione ad alta pressione (coesite) alla modifica a bassa pressione (quarzo): si verificano crepe radiali che possono essere osservate al microscopio. Meno comunemente, si trovano grani di quarzo con un nucleo di coesite conservato.
Nelle rocce metamorfiche la coesite è spesso uno dei migliori minerali indicatori di metamorfismo da altissime pressioni (in inglese UHP, ossia ultrahigh-pressure metamorphism). Le rocce metamorfiche UHP sono il risultato di subduzione o di collisioni continentali durante le quali rocce sono state trascinate a profondità di 70 km o più. La 
coesite inoltre è stata identificata anche in xenoliti di eclogite trasportati in superficie dal mantello terrestre da magma ascendente: la kimberlite è la roccia più comune contenente tali xenoliti.
Esemplari di coesite sono stati ritrovati nelle Alpi, ma anche nei Monti Dabie nella Cina orientale. Qui, la coesite si trova sia nelle eclogiti basiche, "classiche", sia nelle metasedimentiti o metaplutoniti a composizione acida (rocce crostali). Nel metamorfismo ad altissima pressione, la crosta continentale viene solitamente spinta sotto in una collisione continente-continente ed esposta a pressioni e temperature che consentono la formazione e la stabilità della coesite. La coesite può anche formarsi dall'impatto di meteoriti (metamorfismo da impatto). Ad esempio, a causa della presenza di coesite, è stato dimostrato che il cratere di Nördlingen è un cratere da impatto. Un altro sito importante è il Meteor Crater in Arizona: nel 1960 Edward C. T. Chao ed Eugene Shoemaker, studiando questo sito, vi scoprirono la coesite: questa scoperta dimostrò che la coesite può esistere anche in natura e che la sua presenza era una prova che il cratere doveva essere stato creato da un impatto meteorico. La presenza di coesite in rocce non metamorfosate può essere una prova di un impatto meteorico o dell'esplosione di una bomba atomica.
La coesite si trova anche negli xenoliti nelle kimberliti contenenti diamanti.
In Italia la coesite è stata rinvenuta a Valtournenche (Val d'Aosta); a Brossasco, Martiniana Po, Bobbio Pellice e Roure (Piemonte).
In Cina è stata trovata anche ad Anqing (Anhui); Sanmenxia e Xinyang (Henan); Huanggang (Hubei) e, tra le altre, nella prefettura di Shannan (Tibet).
Ci sono stati ritrovamenti in molti altri luoghi: tra di essi la prefettura di Nagasaki (Giappone); Ålesund, Herøy e Ulstein (Møre og Romsdal) in Norvegia, così come Kinn e Stad nel Vestland.
La coesite è stata trovata anche in altri siti sparsi per il mondo.

## Forma in cui si presenta in natura
La coesite sviluppa solo aggregati granulari microcristallini, principalmente come inclusioni in altri minerali. La sua densità di 3,01 g/cm³ è la seconda più alta della famiglia della silice (rispetto al quarzo, che possiede una densità pari a 2,65 g/cm³).